# Покровка (Шарлицький район)
Покро́вка (рос. Покровка) — село у складі Шарлицького району Оренбурзької області, Росія.

## Населення
Населення — 228 осіб (2010; 329 у 2002).
Національний склад (станом на 2002 рік):
- росіяни — 95 %